# 安格利基·莱欧
安格利基·莱欧（希臘語：Αγγελική Λαΐου；1941年4月6日-2008年12月11日）是一位希腊裔美籍拜占庭学学者、政治家。她曾在路易斯安那大学、哈佛大学、布兰戴斯大学、罗格斯大学任教。1983年后，她多次担任敦巴顿橡树园拜占庭高级研究员。在政坛上，她于2000年作为泛希腊社会主义运动的代表当选希腊议会议员，并于同年出任希腊外交部副部长，六个月后辞职，2002年，她辞去议员席位。

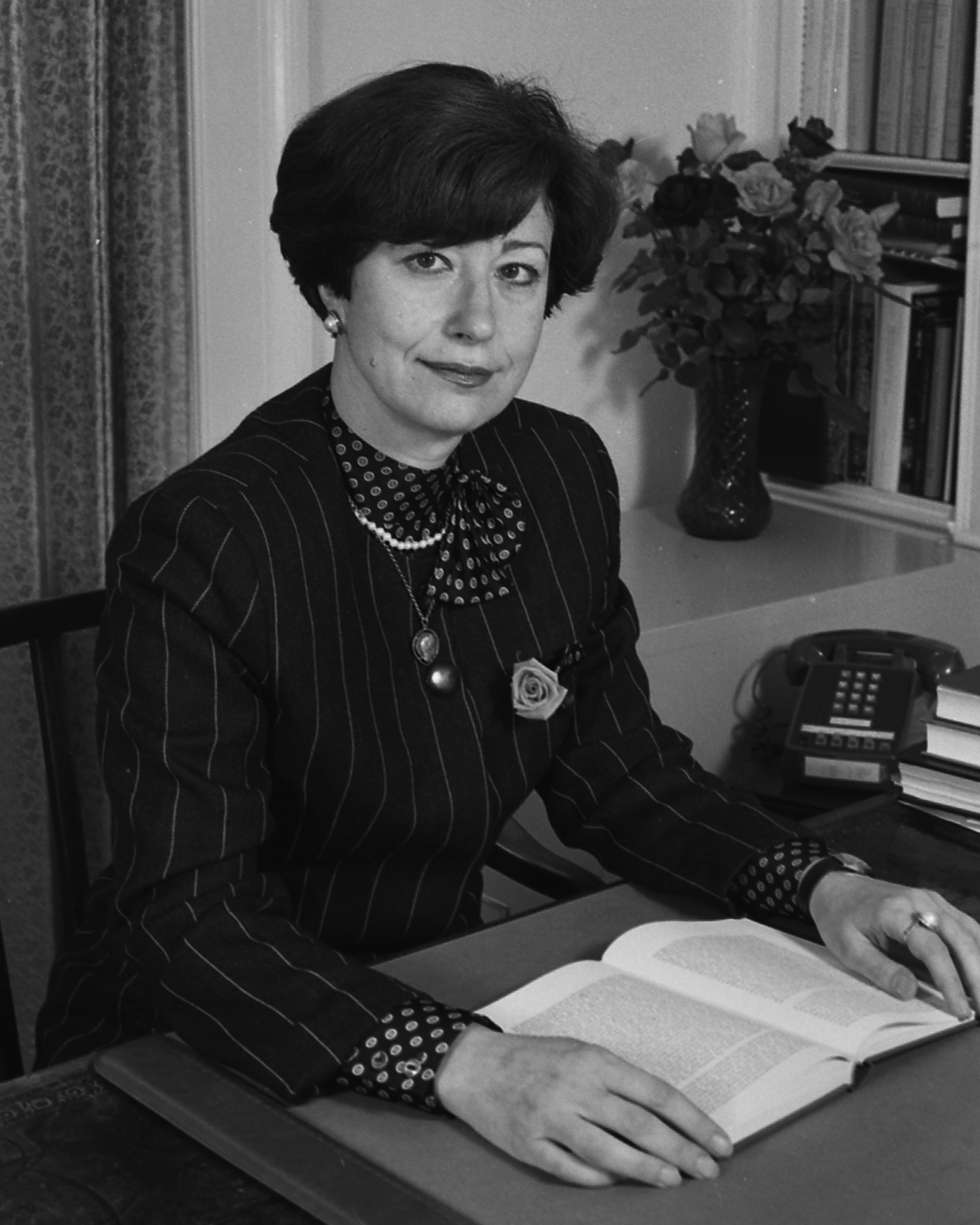
安格利基·莱欧

## 早期生活与教育
安格利基·莱欧1941年4月6日出生于雅典，其家庭是本都希腊人，是来自小亚细亚黑海海岸的难民。她曾就读于雅典学院，之后进入雅典大学哲学系（1958-59），在希腊拜占庭学学者狄奥尼索斯·扎基西诺斯指导下，她产生了对拜占庭帝国的兴趣。之后她到布兰戴斯大学学习，1961年获学士学位，在哈佛大学继续进修，1966年获博士学位，导师是十字军领域的著名学者罗伯特·李·沃尔夫，她的博士论文成为她的第一步学术著作的基础，1972年以《君士坦丁堡与拉丁人：安德洛尼卡二世的外交政策（1282-1328）》（Constantinople and the Latins: The Foreign Policy of Andronicus II, 1282–1328）之名出版。

## 学术生涯
1962年，她到路易斯安那大学讲课，之后回到哈佛，1966年-1972年，先是担任讲师，随后成为助理教授。1972年，她到布兰戴斯大学任教，直到1981年，期间成为杰出教授，在此期间还曾在罗格斯大学任教。1981年，她回到哈佛，担任敦巴顿橡树园拜占庭研究教授，直到2008年去世。1985-88年，她担任哈佛大学历史系主任（第一位女主任），1989年至1998年，她担任敦巴顿橡树园研究图书馆和藏书馆主任，成为第一位担任这一职务的女性。

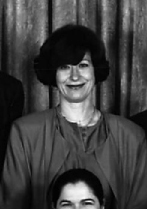
1992年的莱欧

莱欧研究了拜占庭与中世纪的社会，率先强调了女性的作用，她1981年发表在《奧地利拜占庭研究年鑑》（Jahrbuch der österreichischen Byzantinistik）上的论文《妇女在拜占庭社会中的职能》（The role of women in Byzantine society）被誉为“开创了拜占庭研究的新领域”；她的《晚期拜占庭帝国农民社会》（Peasant Society in the Late Byzantine Empire，1977年）和《11-13世紀拜占庭的婚姻、愛情和親屬關係》（Mariage, Amour et Parenté à Byzance Aux XIe-XIIIe Siècles，1992年）也颇具开创性意义。她还在拜占庭经济史领域颇有贡献，2002年出版了三卷本的《7-15世纪的拜占庭经济史》（The Economic History of Byzantium from the Seventh through the Fifteenth Century），成为这一之前常被忽视的领域的一大权威著作，2007年她与他人合著《拜占庭经济》，这也成为她的最后一本著作。
1998年她当选雅典科学院院士，成为其历史上第二位女院士，并被授予指挥官级的荣誉勋章。她还当选法兰西文学院、奥地利科学院通讯院士，美国文理科学院院士、塞尔维亚科学与艺术学院外籍院士、美国中世纪学会会员。

## 政治生涯
2000年希腊议会选举中，她作为泛希腊社会主义运动的代表当选希腊议会议员。2000年5月，她被任命为外交部副部长，负责希腊侨民事务，因对工作的现实情况感到失望，她于6个月后辞职，继续从事学术工作，2002年辞去了她的议会席位。

## 个人生活
她曾与希腊资本市场委员会前主席斯塔夫罗斯·索马扎基斯结婚，后离婚，他们有一个儿子瓦西利斯·索马扎基斯（Vassilis Thomadakis）。
2008年9月她确诊甲状腺癌，同年12月11日在波士顿去世。

## 主要著作
- Laiou, Angeliki E. . Harvard University Press. 1972. ISBN 0674-16535-7.
- Laiou, Angeliki E. . Princeton University Press. 1977. ISBN 978-0-691-05252-6.
- Laiou, Angeliki E.; Maguire, Henry (编). . Dumbarton Oaks Research Library and Collection. 1992. ISBN 978-0-88402-200-8.
- Laiou, Angeliki E. . Paris: De Boccard. 1992. ISBN 978-2-7018-0074-5 （法语）.
- Laiou, Angeliki E. (编). . Dumbarton Oaks Research Library and Collection. 1993. ISBN 978-0-88402-213-8.
- Laiou, Angeliki E.; Simon, Dieter. . Dumbarton Oaks. 1994. ISBN 978-0-88402-222-0.
- Ahrweiler, Hélène; Laiou, Angeliki E. . Washington, D.C.: Dumbarton Oaks Research Library and Collection. 1998. ISBN 0-88402-247-1.
- May, Ernest R.; Laiou, Angeliki E. . Dumbarton Oaks Research Library. 1998. ISBN 978-0-88402-255-8.
- Laiou, Angeliki E.; Mottahedeh, Roy Parviz (编). . Washington, D.C.: Dumbarton Oaks Research Library and Collection. 2001  [2023-05-22]. ISBN 0-88402-277-3. （原始内容存档于2010-11-23）.
- Laiou, Angeliki E. (编). . Dumbarton Oaks Research Library and Collection. 2002  [2023-05-22]. ISBN 0-88402-288-9. （原始内容存档于2012-02-18）.
- Laiou, Angeliki E. (编). . Lethielleux. 2005. ISBN 978-2-283-60464-9.
- Laiou, Angeliki E.; Morrison, Cécile. . Cambridge, UK: Cambridge University Press. 2007. ISBN 978-0-521-84978-4.